# Кристина Фернандес де Киршнер
Кристина Елисабет Фернандес де Киршнер (на испански: Cristina Elisabet Fernández de Kirchner, испанско произношение: [kɾisˈtina eˈlisaβet ferˈnandes ðe ˈkirʃner]) е аржентински политик.
През 2007 г. става президент на Аржентина, наследявайки на този пост своя съпруг Нестор Киршнер. След неговата смърт през 2010 г. тя оглавява и коалицията Фронт за победа, както и лявата фракция на Хустисиалистката партия.
Популярна е още като Кристина Киршнер и Сеньора К., както и с прякора la Pinguina (Пингвинката) поради дългите години, прекарани в Патагония.

## Биография

### Ранни години
Кристина Фернандес е родена на 19 февруари 1953 г. в Рингелет, район на Ла Плата, столицата на провинция Буенос Айрес. Потомка е на испанци по бащина и на германски преселници по майчина линия. През 70-те години следва право в Националния университет на Ла Плата. Там се запознава с Нестор Киршнер (1950 – 2010), за когото се омъжва на 9 март 1975 г. Имат 2 деца – Масимо и Флоренсия.
Като студентка Фернандес се присъединява към Перонистката младеж – младежката организация на Хустисиалистката партия, но след военния преврат от 1976 г. се оттегля от политическия живот. Заедно със съпруга си Нестор Киршнер заминава за родния му град Рио Галегос в южната провинция Санта Крус, където работят като адвокати.

### Начало на политическа кариера
След падането на военния режим Кристина Фернандес подновява политическата си дейност. През 1989 и отново през 1993 г. тя е избрана в законодателното събрание на провинция Санта Крус. През 1995 г. е избрана за сенатор от провинцията във федералния сенат. След неуспешните за хустисиалистите избори през 1997 г. е депутат в долната камара, но отново е сенатор от 2001 г.
На президентските избори през 2003 г. Хустисиалистката партия се разцепва и издига няколко кандидати, сред които е съпругът на Фернандес Нестор Киршнер, подкрепян от новосформираната фракция Фронт за победа. Фернандес подпомага предизборната кампания на съпруга си, макар че не взима участие в негови публични изяви. На първия тур на изборите Киршнер остава втори с 22% от гласовете, но водещият кандидат Карлос Менем, също представител на Хустисиалистката партия, се отказва от участие във втория тур и Киршнер става президент на Аржентина.

### Киршнеристко управление
По време на президентския мандат на нейния съпруг Кристина Фернандес играе активна роля в управлението. Тя взима участие в засилващите се конфликти в Хустисиалистката партия, като през 2005 г. води агресивна кампания на изборите за сенатори в провинция Буенос Айрес срещу Хилда Гонсалес де Дуалде – съпруга на бившия хустисиалистки президент Едуардо Дуалде. Заради енергичния си реторичен стил Фернандес често е сравнявана с Ева Перон.
През юли 2007 г. Кристина Фернандес де Киршнер е официално номинирана от фракцията Фронт за победа за кандидат-президент. На изборите на 28 октомври 2007 г. печели с близо 44% от гласовете – с почти 22% повече от най-близката си конкурентка Елиса Карио. Така става втората жена президент в историята на страната, но и първата жена, избрана за президент на Аржентина (след като Исабел Перон заема поста без избори, в качеството си на вицепрезидент след смъртта на Хуан Доминго Перон). Официално встъпва в длъжност на 10 декември 2007 г.
На 23 октомври 2011 г. Кристина Фернандес де Киршнер печели втори президентски мандат с 53% от гласовете и голяма преднина пред останалите кандидати.